# イオン海浜幕張店
イオン海浜幕張店（イオンかいひんまくはりてん）は、千葉県千葉市美浜区にあるイオンリテールが運営するショッピングセンター。

## 概要
2000年12月8日に、フランスのCarrefour S.A.が日本進出のため設立したカルフール・ジャパンが、国内第1号店の「カルフール幕張」をJR京葉線の海浜幕張駅の北側に開業。
2005年3月10日にCarrefour S.A.がカルフール・ジャパンをイオン株式会社に売却し、日本撤退及びイオンへの店舗譲渡が行われ、運営会社がイオンマルシェとなった。
2010年3月9日をもって、Carrefour S.A.との店舗名称使用ライセンス契約が期間満了により終了したため、3月10日より「イオン幕張店」に名称変更した。その後同年12月1日にイオンマルシェのイオンリテールへの合併によりイオンリテールが運営している。なお、店舗ブランドとしてのイオンは、旧ジャスコや旧サティよりも1年早く使用を開始したこととなる。
2021年12月1日より、店名を「イオン海浜幕張店」に改称。

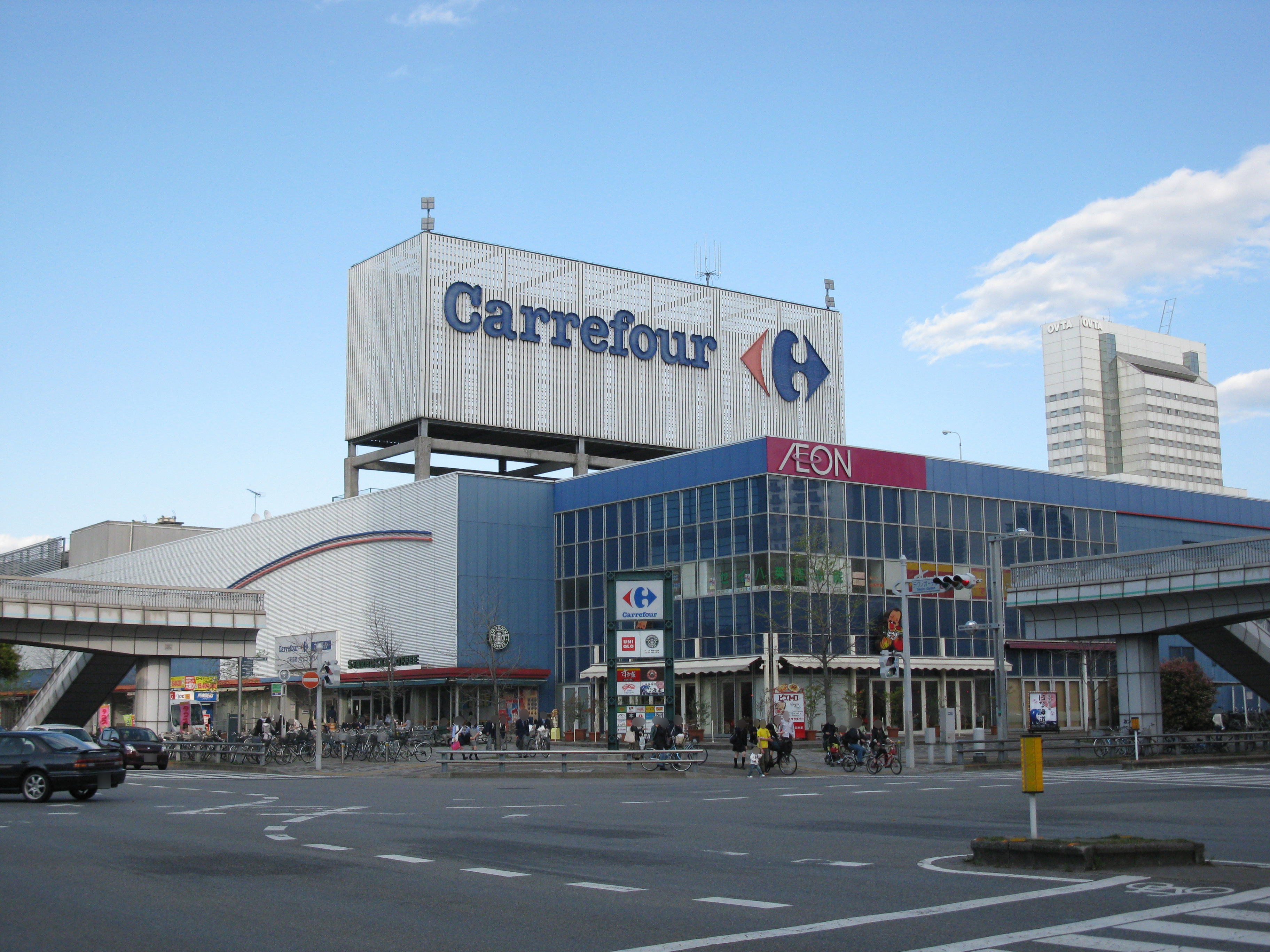
カルフール時代の外観

近隣には、イオンの本社を筆頭にイオングループの店舗が多数ある。

## 沿革
- 2000年（平成12年）
  - 12月8日 - 「カルフール幕張」として開業。
- 2005年（平成17年）
  - 3月10日 - 運営会社がカルフール・ジャパンからイオンマルシェに変更。
- 2010年（平成22年）
  - 3月9日 -　Carrefour S.A.との店舗名称使用ライセンス契約が期間満了により、日本での「カルフール」ブランドが消滅。
  - 3月10日 - 店名を「イオン幕張店」に改称。
  - 9月18日 - 衣料品など特定分野の売り場を専門店並みに充実させた「新世代店」として改装オープン[6][7]。R.O.Uが開店[8]。
- 2014年（平成26年）
  - 1月5日 - ユニクロが閉店[9]。
  - 3月14日 - ジーユーがユニクロ跡地に開店[10]。
- 2020年（令和2年）
  - 2月24日 - ジーユーが閉店[11]。
  - 4月18日 - ノジマがジーユー跡地に開店[12][13]。
  - 5月22日 - デカトロンが1階に開店[14]。（国内2店舗目）
  - 7月2日 - リニューアルオープンし、近隣の「イオンモール幕張新都心」や「イオンスタイル幕張ベイパーク」との差別化を図る[15]。
- 2021年（令和3年）
  - 12月1日 - 店名を「イオン海浜幕張店」に改称[5]。
- 2022年（令和4年）
  - 7月10日 - デカトロンが閉店[16][17]。
  - 8月1日 - フードコートにドムドムハンバーガーが開店[18][19]。
  - 9月7日 - ホームセンターコーナンがデカトロン跡地に開店[20]。

## テナント
- 主なテナントは、イオン、 ホームセンターコーナン、ノジマ、未来屋書店、アスビー、セリア
- 詳細は公式サイト「フロアガイド」を参照。

### 過去の主なテナント
- R.O.U（2010年9月18日開店[8] - 2015年1月閉店）
- ユニクロ（2000年12月8日開店 - 2014年1月5日閉店[9]）
- ジーユー（2014年3月14日開店[10] - 2020年2月24日閉店[11]）
- デカトロン（2020年5月22日開店[14] - 2022年7月10日閉店[16][17]）

## 交通アクセス
京葉線 海浜幕張駅から徒歩

### 路線バス
- 新検見川駅より千葉海浜交通（ベイタウン線・マリンスタジアム線）
- 幕張駅より千葉シーサイドバス

### 無料巡回バス
- 幕張本郷ルート[21]
- 幕張西ルート[21]
- 幕張町南側ルート[21]
- ベイタウンルート（旧：イオン無料店舗循環バス）[22]